# Севастьянов, Владимир Иванович
Владимир Иванович Севастьянов (укр. Володимир Іванович Севастьянов; род. 15 августа 1943, Кисловодск, Ставропольский край) — советский военный, полковник, украинский политический деятель. Народный депутат Украины 1-го созыва.

## Биография
Родился в семье военнослужащего.
В 1953—1961 годах — суворовец Саратовского суворовского военного училища. В 1961—1964 годах — курсант Ленинградского высшего общевойскового командного училища.
В 1964—1971 годах — командир взвода, затем роты морской пехоты Балтийского флота, участник боевых действий в Арабской Республике Египет и Сирийской Арабской Республике.
Член КПСС с 1965 по 1991 год.
В 1971—1974 годах — слушатель Военной академии имени Фрунзе.
В 1974—1978 годах — начальник штаба, заместитель командира полка морской пехоты Тихоокеанского флота.
В 1978—1979 годах — начальник штаба, заместитель командира полка Краснознаменного Киевского военного округа. В 1979 году — слушатель военных курсов «Выстрел».
В 1979—1981 годах — советник командира 65-го пехотного полка 14-й пехотной дивизии Вооруженных сил Демократической Республики Афганистан. В 1981—1982 годах лечился в военных госпиталях после тяжелого ранения, инвалид II группы.
С 1982 года — заместитель начальника учебного отдела Симферопольского военного объединённого училища.
В 1987—1992 годах — председатель Крымского областного совета воинов-интернационалистов.
18 марта 1990 был избран народным депутатом Украины, 2-й тур, 47,53 % голосов, 9 претендентов. Входил во фракцию «Новая Украина». Председатель подкомиссии Комиссии ВР Украины по делам ветеранов, инвалидов, репрессированных, малообеспеченных и воинов-интернационалистов.
С 1994 года — заместитель заведующего отделом наград Администрации Президента Украины.
Далее — на пенсии.

## Звание
- полковник

## Награды
- орден Красной Звезды
- орден «Слава» (Демократическая Республика Афганистан)
- медали
- Почётная Грамота Президиума Верховного Совета СССР.